# Eynhallow
Eynhallow è una piccola isola, facente parte dell'arcipelago delle isole Orcadi. Si trova tra l'Entroterra delle Orcadi e Rousay, nel canale d'acqua chiamato Eynhallow Sound. È disabitata dal 1851.
Sull'isola è presente una chiesa costruita nel dodicesimo secolo, probabilmente facente parte di un antico monastero.